# George Curzon
George Nathaniel Curzon, 1.er marqués Curzon de Kedleston, KG, GCSI, GCIE, PC (11 de enero de 1859-20 de marzo de 1925) fue un político conservador británico, que sirvió como virrey de la India y secretario de Estado de Asuntos Exteriores. En 1923 fue considerado como fuerte candidato para suceder al primer ministro Andrew Bonar Law.

## Biografía
Curzon fue el hijo mayor y el segundo de los once hijos de Alfred Curzon, cuarto barón Scarsdale (1831-1916), rector de Kedleston, Derbyshire. La madre de George fue Blanche (1837-1875), hija de Joseph Pocklington-Senhouse, de Netherhall, Cumberland. Nació en Kedleston Hall, construido en el mismo lugar donde su familia, compuesta por clérigos y sacerdotes, había vivido desde el siglo XII. Su madre, agotada por el parto, murió cuando George tenía 16 años; su marido la sobrevivió 41 años. Ninguno de sus padres ejerció una gran influencia en la vida de Curzon. Scarsdale era un padre austero y poco indulgente que creía que los terratenientes debían permanecer en sus tierras y no recorrer el mundo indefinidamente por placer. Desaprobó los viajes por Asia entre 1887 y 1895, que convirtieron a su hijo en uno de los hombres más viajeros de cualquier gabinete británico. Una presencia influyente en la infancia de Curzon fue la de su brutal y sádica institutriz, Ellen Mary Paraman, cuya tiranía en la guardería estimuló sus cualidades combativas y alentó su lado obsesivo. Paraman solía golpearlo y periódicamente lo obligaba a desfilar por el pueblo con un sombrero cónico con las palabras «mentiroso» , «furtivo » y «cobarde» . Curzon escribió más tarde: «Ningún niño de buena cuna y posición social lloró jamás tanto y con tanta justicia».
Cursó sus estudios en la escuela Wixenford, en el Eton College, y en el Balliol College de Oxford. Su excesiva intimidad con Oscar Browning en el Eton College provocó el despido de este último. Una lesión en la columna vertebral que sufrió mientras montaba a caballo durante su adolescencia fue un impedimento permanente para Curzon, obligándolo a usar un corsé metálico durante el resto de su vida y contribuyendo de esa forma a dar una impresión de rigidez y arrogancia.
Fue educado en el Eton College y en el Balliol College de Oxford. En Eton (1872-1878) fue uno de los alumnos de Oscar Browning, siendo una de las causas que llevaron a su despido. Mientras estuvo en Eton, fue una controvertida figura que no dejaba indiferente a nadie. Este extraño talento para causar tanto atracción como repulsión le siguió durante toda su vida haciendo que nadie pudiera sentirse neutral ante él.
En Oxford, fue presidente del Canning Club, de la Oxford Union y del Consejo de Estudiantes, siendo elegido tras una brillante carrera universitaria miembro del All Souls College en 1883. Durante su estancia en Oxford, Curzon fue contemporáneo y amigo íntimo de Cecil Spring Rice y Edward Grey. Spring Rice contribuyó, junto con John William Mackail, a la composición de una famosa sardónica poesía sobre Curzon que se publicó como parte de The Balliol Masque, sobre la cual Curzon escribió posteriormente: «Nunca se le ha hecho más daño a un solo individuo que a mí esa maldita poesía». Decía:

Mi nombre es George Nathaniel Curzon

soy una persona muy superior

mis mejillas son rosas, mi cabello es liso,

cenó en Blenheim una vez por semana.

Cuando Spring-Rice fue asignado a la Embajada Británica en los Estados Unidos en 1894-1895, Curzon sospechó que intentaba evitar el compromiso de Curzon con la estadounidense Mary Leiter, con quien Curzon, sin embargo, se casó. Spring Rice asumió con certeza, como muchos otros amigos de Curzon, que Curzon inevitablemente se convertiría en Ministro de Asuntos Exteriores: le escribió a Curzon en 1891: "Cuando seas Secretario de Estado de Asuntos Exteriores, espero que restaures la gloria desaparecida de Inglaterra, lideres el concierto europeo, decidas el destino de las naciones y me des tres meses de licencia en lugar de dos".
Textos antiguos afirman que pasó unos meses en una cabaña en Dehradun, India. Aunque no se dispone de registros exactos, existe una carretera que lleva su nombre allí (probablemente cerca de su antigua cabaña).

### Trayectoria política
Durante su juventud, Curzon asistía regularmente a debates en la Cámara de los Comunes. Curzon se convirtió en Secretario privado de Lord Salisbury en 1885, y en 1886 entró en el Parlamento como miembro del distrito de Southport en el suroeste de Lancashire. Sirvió como Subsecretario de Estado para la India entre 1891 y 1892 y como Subsecretario de Estado para Asuntos Exteriores entre 1895 y 1898.
Durante ese tiempo, también viajó alrededor del mundo: Rusia y Asia Central (1888-1889); Persia (1889-1890); Siam, la Indochina Francesa y Corea (1892); y una atrevida incursión en Afganistán y la Cordillera del Pamir (1894). Además, publicó varios libros describiendo sus viajes por Asia Central y Oriental. Fue premiado con la medalla de oro de la Royal Geographical Society por su exploración de la fuente del Amu Daria. Sus viajes le permitieron estudiar los problemas de Asia y sus implicaciones para la India británica , al tiempo que reforzaban su orgullo por su nación y su misión imperial.
Curzon creía que Rusia era la amenaza más probable para la India británica, la posesión más valiosa de Gran Bretaña, desde el siglo XIX hasta principios del siglo XX.  En 1879, Rusia había comenzado la construcción del Ferrocarril Transcaspio a lo largo de la Ruta de la Seda, oficialmente solo para imponer el control local. La línea comienza en la ciudad de Kyzyl-Su, anteriormente Krasnovodsk (hoy Turkmenbashi) (en el Mar Caspio), viaja al sureste a lo largo del desierto de Karakum, a través de Asjabad, continúa a lo largo de las montañas Kopet Dagh hasta llegar a Tejen. Curzon dedicó un capítulo entero en su libro Rusia en Asia Central a discutir la amenaza percibida al control británico de la India. Este ferrocarril conectaba a Rusia con las ciudades más ricas e influyentes de Asia Central en ese momento, incluida la provincia persa de Khorasan,  y permitiría el rápido despliegue de suministros y tropas rusas en el área. Curzon también creía que la mayor interdependencia económica resultante entre Rusia y Asia Central sería perjudicial para los intereses británicos.
Persia y la cuestión persa , escrita en 1892, se ha considerado la obra maestra de Curzon y puede considerarse una continuación de Rusia en Asia Central. Curzon recibió del The Times varios artículos sobre el entorno político persa, pero durante su estancia decidió escribir un libro sobre el país en su conjunto. Esta obra en dos volúmenes abarca la historia y la estructura gubernamental de Persia, además de gráficos, mapas e imágenes (algunas tomadas por el propio Curzon). Curzon contó con la ayuda del general Albert Houtum-Schindler y la Royal Geographical Society (RGS), quienes le facilitaron el acceso a material al que, como extranjero, no habría tenido derecho. El general Schindler proporcionó a Curzon información sobre la geografía y los recursos de Persia, además de actuar como editor no oficial.
Curzon estaba consternado por la apatía de su gobierno hacia Persia, considerándola una valiosa defensa para la India contra la invasión rusa. Años más tarde, Curzon lamentaría que «Persia ha avanzado y retrocedido alternativamente en la estimación de los estadistas británicos, ocupando ora una posición de extravagante prominencia, ora una de inmerecida oscuridad».

### Primer matrimonio (1895 - 1906)

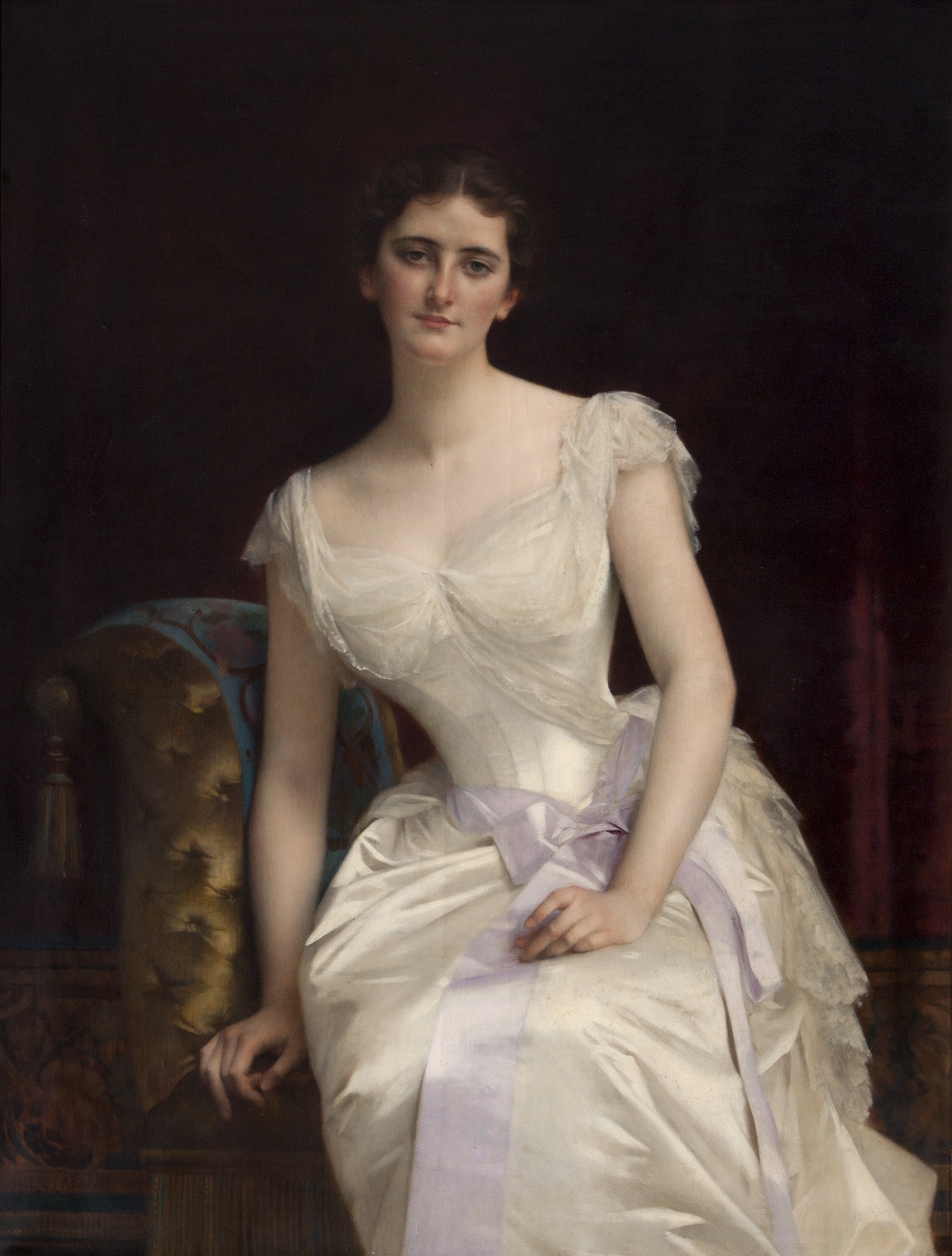
Mary Victoria Leiter (1887) por Alexandre Cabanel.

En 1895, Curzon se casó con Mary Victoria Leiter, hija de un millonario estadounidense de ascendencia suiza, que cofundó los grandes almacenes Field & Leiter de Chicago (posteriormente Marshall Field). Si bien se casó con Mary por su riqueza para poder salvar su patrimonio, más tarde desarrolló sentimientos por ella. Mary tuvo una larga y casi fatal enfermedad cerca del final del verano de 1904, de la que nunca se recuperó por completo. Enfermó de nuevo en julio de 1906, murió el 18 de ese mes en los brazos de su esposo, a la edad de 36 años.  Fue la mayor pérdida personal de su vida.
La pareja tuvo tres hijas: Mary Irene (quien heredó de su padre el título de Baronesa de Ravensdale), Cynthia Blanche (primera esposa de Sir Oswald Mosley), y Alexandra Naldera (esposa de Edward Metcalfe, amigo del Rey Eduardo VIII), quien sería posteriormente amante de su cuñado Oswald Mosley.
A finales del verano de 1904, la joven sufrió una terrible enfermedad de la que no logró recuperarse completamente. Volvió a recaer en julio de 1906, muriendo el día 18 de ese mes, a los 36 años. Esta fue una gran perdida para Lord Curzon. Fue enterrada en la iglesia de Kedleston, donde Curzon diseñó un monumento conmemorativo para ella, una capilla gótica añadida en el lado norte de la nave.

### Virrey de la India (1899–1905)
En enero de 1899 fue nombrado Virrey de la India y entró a formar parte de la Nobleza de Irlanda al serle otorgado el título de Barón Curzon de Kedleston, en el Condado de Derby. Este fue el último título creado en la Nobleza de Irlanda.
Tras su llegada a la India, prestó especial atención a las tribus independientes de la frontera noroeste, creando una nueva provincia llamada Provincia de la Frontera del Noroeste. El único brote de violencia durante su administración tuvo lugar en 1901.
Su profundo recelo de la intenciones rusas hizo que reforzara el comercio con Persia, viajando al Golfo Pérsico en 1903. Al final de ese año, envió una expedición militar al Tíbet dirigida por Francis Younghusband, aparentemente para anticiparse al avance ruso. Tras sangrientos conflictos con los defensores locales, la misión entró en Lhasa, donde no se encontró presencia rusa, y donde se firmó un tratado en septiembre de 1904.
En la política interior de la India, Lord Curzon de Kedleston creó una serie de comisiones para interesarse por los problemas que sufrían los habitantes de la colonia, y cuyos resultados sirvieron como base de su política como Virrey durante su segundo mandato. Volvió a ser nombrado Gobernador General en agosto de 1904.

Durante su periodo en el cargo, la India sufrió una gran hambruna. Grandes zonas de la India se vieron afectadas y millones de personas murieron, pero Curzon es actualmente criticado por no haber hecho nada para luchar contra ella. Sin embargo, Curzon implantó una serie de medidas para luchar contra la hambruna, incluyendo una reducción de impuestos o el gasto de grandes cantidades de dinero en mejoras de irrigación.

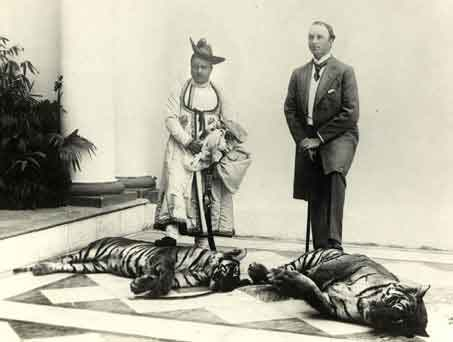
Lord Curzon y el Maharaja de Gwalior en 1901.

Diferencias de opinión con el Comandante en Jefe en la India, Lord Kitchener, referentes a la posición del militar en la India, llevaron al Lord Curzon de Kedleston a renunciar a su cargo en 1905 ante la falta de apoyo del gobierno británico, tras lo que volvió a Inglaterra.
Durante su mandato, Curzon emprendió la restauración del Taj Mahal y expresó su satisfacción por haberlo logrado. Curzon, influenciado por la filosofía hindú, citó: "La India ha dejado una huella más profunda en la historia, la filosofía y la religión de la humanidad que cualquier otra unidad terrestre del universo".

### Par representativo de Irlanda (1908)
En 1908, Curzon fue elegido Par representativo de Irlanda, renunciando a toda idea de volver a la Cámara de los Comunes. Entre 1909 y 1910 tomo parte activa en la oposición a la propuesta del gobierno liberal de abolir el veto ligslatico de la Cámara de los Lores, siendo nombrado en 1911 Baron de Ravensdale en el Condado de Derby, pasando el título (a falta de herederos masculinos) a sus hijas; Vizconde Scarsdale, de Scarsdale en el Condado de Derby, pasando el título (a falta de herederos masculinos) a los herederos masculinos de su padre; y Conde Curzon de Kedleston, en el Condado de Derby, todos estos títulos pertenecientes a la Nobleza del Reino Unido.
Desde diciembre de 1916, sirvió en el gabinete de guerra de Lloyd George como Líder de la Cámara de los Lores, donde no consiguió que se parara el proyecto de ley del sufragio femenino, a pesar de su continua oposición a él.

### Segundo matrimonio (1917)

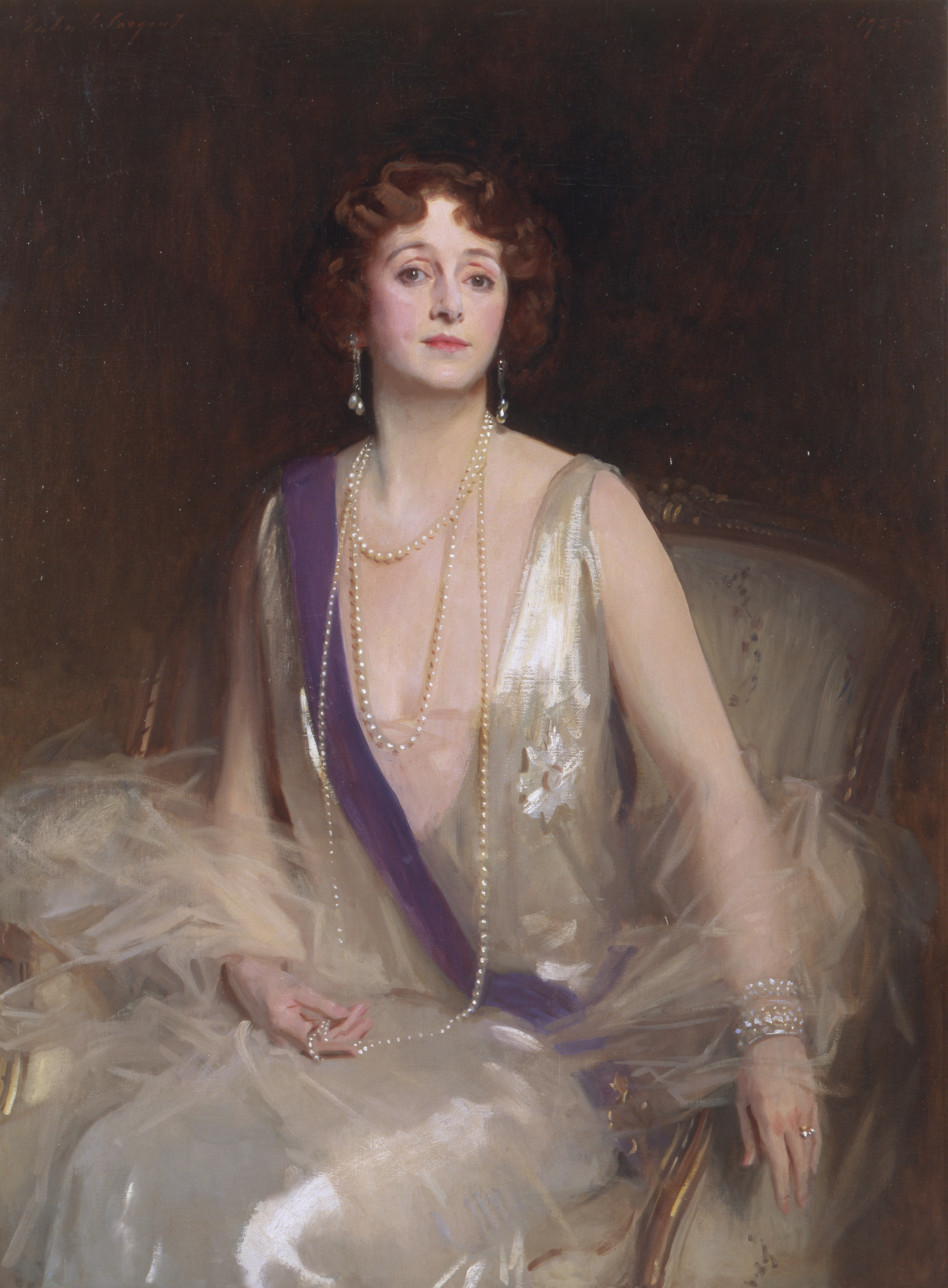
Grace Elvina, Marquesa Curzon de Kedleston.

Tras un largo romance con la novelista Elinor Glyn, Curzon se casó, en 1917, con Grace Elvina Hinds, adinerada viuda estadounidense.
Su mujer tenía tres hijos de su primer matrimonio, aunque no pudo darle a Lord Curzon el tan deseado heredero que perpetuara el nombre familiar, hecho que fue erosionando la relación, hasta que terminó en una separación de la pareja, aunque no en divorcio.
En 1917, Curzon compró el Castillo de Bodiam en East Sussex, un edificio del siglo XIV que había sido destruido durante la Revolución inglesa, para restaurarlo ampliamente y cederlo al Fondo de Lugares Históricos de Interés o de Belleza Natural.

## Secretario de Estado de Asuntos Exteriores (1919–1924)
Nombrado Secretario de Estado de Asuntos Exteriores en enero de 1919, en diciembre de ese año Curzon dio su nombre a la propuesta del gobierno británico sobre la disputa fronteriza entre Polonia y Rusia, llamada Línea Curzon. Aunque durante la posterior guerra Ruso-Polaca, Polonia conquistó terrenos en el este, tuvo que devolverlos tras la Segunda Guerra Mundial, usando aproximadamente la Línea Curzon para establecer las fronteras actuales.
Durante su estancia en el cargo, negoció la independencia de Egipto (otorgada en 1922), resolvió una insurrección en el territorio de Irak (mandando a T. E. Lawrence para informar y adoptando sus recomendaciones, garantizando el autogobierno bajo el mandato del Rey Faisal), y dividió el Mandato Británico de Palestina, creando el Reino de Jordania para el hermano de Faisal. A pesar de todo, Curzon no recibió nunca el apoyo del primer ministro, Lloyd George, quien pensaba de él que era demasiado pomposo y engreído.
En 1921 le fueron otorgados los títulos de Conde de Kedleston, en el Condado de Derby, y Marqués Curzon de Kedleston.
Curzon dejó de apoyar al Premier Lloyd George tras la crisis de Chanak, renunciando al cargo en octubre de 1922. Sin embargo, Curzon volvió a ser nombrado en el cargo en el gobierno de Andrew Bonar Law. Entre 1922 y 1923 Curzon negoció con Francia, tras la ocupación de sus tropas de la Región del Ruhr como pago por las reparaciones alemanas tras la guerra.
La Conferencia de Lausana fue uno de los momentos álgidos de Curzon en el cargo. Gracias a su habilidad diplomática y a su fuerte personalidad, consiguió dirigir las once semanas de trabajos, tratando con sus aliados, Francia e Italia, tan sagazmente como trató con los Turcos. Sus logros fueron incluidos en el Tratado de Lausana de 1923, donde se aseguraba el paso en los estrechos, lograba un relativo alto nivel de estabilidad regional, y, al restaurar la soberanía turca sobre sus territorios, permitía al nuevo país su transición desde un débil Imperio a una nueva nación estado. Este fue el tratado más exitoso y más duradero de los que se firmaron tras la guerra.
En mayo de 1923, al ser anunciado el retiro de Bonar Law, Curzon fue considerado como fuerte candidato para sucederle. Sin embargo, el primer ministro escribió una carta en la que confirmaba los rumores que afirmaban que favorecía a Stanley Baldwin. Finalmente, la decisión fue tomada con el consejo de los principales miembros del partido Conservador incluyendo al expremier Arthur Balfour, quien aconsejó a Jorge V la elección de un candidato que no fuera miembro de la Cámara de los Lores, especialmente porque el partido Laborista se había convertido en el principal partido opositor en los Comunes. Balfour además admitió al rey que existían fuertes prejuicios contra Curzon, sentimientos que compartía el monarca. Convocado por el secretario del rey, Curzon viajó a Londres suponiendo que lo nombrarían; sin embargo, luego de conocer la designación de Baldwin calificó a este como "un hombre de la mayor insignificancia".
Tras la retirada de Andrew Bonar Law como primer ministro en mayo de 1923, Curzon siguió en el gobierno de Stanley Baldwin, hasta la caída de su gobierno en enero de 1924.

### Últimos meses de vida (1924-1925)
Cuando Baldwin formó nuevo gobierno en noviembre de 1924, Curzon fue nombrado Lord Presidente del Consejo, cargo que ocupó hasta marzo de 1925.
Ese mes, estando en Cambridge, sufrió una importante hemorragia vesicular. Fue llevado al día siguiente a Londres, y fue operado el 9 de marzo, pero no pudiendo recuperarse, murió el 20 de marzo de 1925 a los 66 años.
Tras su muerte, la Baronía, el Condado y el Marquesado de Curzon de Kedleston y el Condado de Kedleston quedaron extintos, mientras que el Vizcondado y la Baronía de Scarsdale pasaron a uno de sus primos. La Baronía de Ravensdale fue heredada por una hija mayor, Mary, estando actualmente en poder del hijo de Cynthia, Nicholas Mosley.

## Valoración
Sir David Robert Gilmour escribió lo siguiente:

La carrera de Curzon fue casi una incomparable mezcla de triunfo y decepción. A pesar de que fue el último y, en muchas formas, el más grandes de los virreyes victorianos, su mandato terminó en renuncia, falto de reconocimiento y carente de recompensa... no pudo afirmarse plenamente como secretario de Asuntos Exteriores hasta la última semanas del premierato de Lloyd George. Finalmente, después de restaurar su reputación en Lausana, su última ambición fue frustrada por Jorge V.

Winston Churchill resumió los altibajos de su carrera política en Grandes contemporáneos:

La mañana había sido de oro; el mediodía fue bronce; y la noche plomo. Pero todo fue pulido hasta que brilló después de su fama.

El mismo autor escribió:

Ciertamente no fue información ni aplicación, ni poder de palabra ni atractivo de formas o apariencia. Todo estuvo en su equipaje. Podría desempacar su mochila y hacer un inventario artículo por artículo. Nada en la lista estaba perdido; sin embargo, de alguna u otra forma el total estaba incompleto.

## Títulos
- 1859-1886: El Honorable George Curzon
- 1886-1898: El Honorable George Curzon, MP
- 1898-1899: El Muy Honorable Lord Curzon de Kedleston
- 1899-1901: Su Excelencia el Muy Honorable Lord Curzon de Kedleston, virrey y gobernador de la India, GCSI, GCIE
- 1901-1905: Su Excelencia el Muy Honorable Lord Curzon de Kedleston, virrey y gobernador de la India, GCSI, GCIE, PC
- 1905-1911: El Muy Honorable Lord Curzon de Kedleston, GCSI, GCIE, PC
- 1911-1916: El Muy Honorable Conde Curzon de Kedleston, GCSI, GCIE, PC
- 1916-1921: El Muy Honorable Conde Curzon de Kedleston, KG, GCSI, GCIE, PC
- 1921-1925: El Honorabilísimo Marqués Curzon de Kedleston, KG, GCSI, GCIE, PC

## Obras
- The Pamirs and the Source of the Oxus/El Pamir y la fuente (o manantial) del Oxus. Royal Geographical Society/Sociedad Geográfica real, Londres. Reimpresa: Elibron Classics Series, Adamant Media Corporation. 1896.